# Marthe Kråkstad Johansen
Marthe Kråkstad Johansen (* 5. Januar 1999 in Mo i Rana, Nordland) ist eine norwegische Biathletin. Sie wurde 2016 mit der Mixedstaffel Jugendolympiasiegerin und siegte seither fünfmal im IBU-Cup. 2023 gab sie ihr Weltcupdebüt.

## Sportlicher Werdegang
Ihre ersten internationalen Wettkämpfe bestritt Marthe Kråkstad Johansen bei den Olympischen Jugendspielen 2016, wo sie neben Gold in der Mixedstaffel mit Marit Øygard, Fredrik Qvist Bucher-Johannessen und Sivert Guttorm Bakken drei Silbermedaillen im Sprint, in der Verfolgung und – mit Bucher-Johannessen – in der Single-Mixed-Staffel gewann. Von 2017 bis 2020 nahm die Norwegerin an Jugend- und Juniorenweltmeisterschaften teil und gewann mit der Staffel insgesamt drei Medaillen, ihr bestes Individualergebnis wurde ein fünfter Rang im Sprint, 2020 in der Lenzerheide. Ihr Debüt auf Seniorenebene gab sie, ebenfalls 2020, bei den Europameisterschaften in Minsk-Raubitschy und wurde immerhin 26. der Verfolgung. Für den Folgewinter wurde Johansen dann erstmals in die B-Nationalmannschaft aufgenommen und startete die gesamte Saison über im IBU-Cup. Dabei überzeugte sie vor allem mit ihrer Trefferquote am Schießstand und drang häufig in die Punkteränge der besten 40 Athleten vor. Ihr erstes Podest erreichte sie im Februar 2021, als sie sich im Sprint nur der Russin Anastassija Jegorowa geschlagen geben musste. In der Saison 2021/22 steigerte sich die Norwegerin erneut und erzielte insgesamt vier Podestplätze, drei davon in Individualwettkämpfen. Dies führte dazu, dass sie am Saisonende auf Platz vier der IBU-Cup-Rangliste geführt wurde. Erfolgreich verliefen auch die norwegischen Meisterschaften, wo Johansen die Goldmedaille im Massenstart gewann.
Stark fand Johansen in den Winter 2022/23, als sie beim IBU-Cup-Auftakt in Idre sowohl Sprint als auch Verfolgung überzeugend für sich entscheiden konnte. Bei der EM resultierte als bestes Ergebnis Rang 9 im Einzel, beim Saisonfinale im kanadischen Canmore fand die Norwegerin wieder zu alter Stärke und siegte sowohl im Massenstart 60 als auch im Verfolger. Weiterhin gewann sie mit Martin Uldal die Single-Mixed-Staffel. Nach der starken Saison erhielt sie schließlich einen Startplatz für das Weltcupfinale in Oslo und schloss den Sprint ohne Schießfehler sofort als 18. ab. Außerdem konnte sie ihren Titel bei den nationalen Meisterschaften erfolgreich verteidigen. In der Folgesaison gehörte Johansen von Anfang an zum Weltcupaufgebot. Ihren ersten Top-10-Platz erzielte sie als Achte beim saisoneröffnenden Einzel von Östersund, wenige Tage darauf wurde sie als Startläuferin erstmals in einer Weltcupstaffel eingesetzt und feierte mit Juni Arnekleiv, Karoline Offigstad Knotten und Ingrid Landmark Tandrevold auf Anhieb ihren ersten Weltcupsieg.

## Statistiken

### Weltcupsiege
| Nr. | Datum         | Ort       | Disziplin |
| --- | ------------- | --------- | --------- |
| 1.  | 29. Nov. 2023 | Östersund | Staffel 1 |

### Weltcupplatzierungen
Die Tabelle zeigt alle Platzierungen (je nach Austragungsjahr einschließlich Olympische Spiele und Weltmeisterschaften).
- 1.–3. Platz: Anzahl der Podiumsplatzierungen
- Top 10: Anzahl der Platzierungen unter den ersten zehn (einschließlich Podium)
- Punkteränge: Anzahl der Platzierungen innerhalb der Punkteränge (einschließlich Podium und Top 10)
- Starts: Anzahl gelaufener Rennen in der jeweiligen Disziplin
- Staffel: inklusive Mixed- und Single-Mixed-Staffeln

| Platzierung              | Einzel | Sprint | Verfolgung | Massenstart | Staffel | Gesamt |
| ------------------------ | ------ | ------ | ---------- | ----------- | ------- | ------ |
| 1. Platz                 |        |        |            |             | 1       | 1      |
| 2. Platz                 |        |        |            |             |         |        |
| 3. Platz                 |        |        |            |             |         |        |
| Top 10                   | 1      | 1      |            |             | 1       | 3      |
| Punkteränge              | 1      | 2      | 2          |             | 1       | 6      |
| Starts                   | 1      | 2      | 2          |             | 1       | 6      |
| Stand: 31. Dezember 2023 |        |        |            |             |         |        |

### Juniorenweltmeisterschaften
| Weltmeisterschaften | Weltmeisterschaften | Einzel | Sprint | Verfolgung | Staffel |
| Jahr                | Ort                 | Einzel | Sprint | Verfolgung | Staffel |
| ------------------- | ------------------- | ------ | ------ | ---------- | ------- |
| 2017                | Osrblie             | 25.    | 7.     | 9.         | 2.      |
| 2018                | Otepää              | 26.    | 9.     | 6.         | 3.      |
| 2019                | Osrblie             | –      | 18.    | 6.         | –       |
| 2020                | Lenzerheide         | 9.     | 5.     | 20.        | 3.      |

### IBU-Cup-Siege
| Nr. | Datum         | Ort     | Disziplin              |
| --- | ------------- | ------- | ---------------------- |
| 1.  | 29. Nov. 2022 | Idre    | Sprint                 |
| 2.  | 30. Nov. 2022 | Idre    | Verfolgung             |
| 3.  | 28. Feb. 2023 | Canmore | Massenstart 60         |
| 4.  | 3. März 2023  | Canmore | Verfolgung             |
| 5.  | 4. März 2023  | Canmore | Single-Mixed-Staffel 1 |